# Paragryllus ovalis
Paragryllus ovalis är en insektsart som beskrevs av Andrej Vasiljevitj Gorochov 2007. Paragryllus ovalis ingår i släktet Paragryllus och familjen syrsor. Inga underarter finns listade i Catalogue of Life.